# Картамишевська вулиця
Картамишевська вулиця (в радянські часи зокрема — Марії Раскової) — вулиця в історичному районі Молдаванка в Одесі.

## Історія
Картамишеви — дворянське прізвище в Російській імперії, яке стало відомим у 17 столітті. 1802 року Іван Картамишев та його родина (включаючи сина Боніцатія) переїхали з Харкова до Молдаванки. Родина Картамишевих заснувала велике господарство, їхній будинок знаходився на початку ділянки між сучасними вулицями Середньою та Комітетською.
1823 року граф Михайло Семенович Воронцов був призначений генерал-губернатором Новоросії та намісником Бессарабії. Боніфацій Картамишев був призначений ратманом та комісаром Молдаванки. Картамишев, торговець шовком та папером, також володів книгарнями в цьому районі. Триквартальну вулицю вперше було нанесено на Генеральний план Одеси у 1835 році, хоча вулиці не мали назв. Сучасна Картамишевська вулиця має два квартали.
Вулиця Картамишевська вперше згадується у 1836 році. Першим відомим архітектором будівель на вулиці був Черкунов Никифор Никифорович, який спроєктував три будинки між 1847 і 1850 роками — зокрема на сучасній вулиці Головківській До 1870 року вулиця була переважно житловою. Протягом другої половини 19 століття вулиця поступово набула промислового характеру. На початку 1870-х років вітряк на розі вулиць Комітетської та Картамишевської був замінений паровим млином, тоді ж власник — турецький консул Рафаїл Хава — також заснував невеликий скляний завод. У 1875 році скляний завод був проданий виробнику капелюхів Дельпеш. На початку 20-го століття на вулиці існували два невеликих скляні заводи (один належав Вільгельму Занценбахеру).
Василь Лобанов у 1893 році подав клопотання про будівництво двоповерхового кам'яного будинку на розі вулиць Карамишевської та Косвенної (Картамишевська, 11 та Косвенна, 76). Архітектором будинку був Оттон Луї Сезар. Вулиця Картомишевська вперше була названа на карті міста в 1894 році.
Одеський бандит Мішка Япончик та його поплічники діяли з 1905 по 1907 та з 1917 по 1919 рік і використовували сарай у дворі на Картамишевській, щоб спускатися під землю та ховатися від поліції.
Нумерацію непарної сторони вулиці було змінено у 1913 році; згідно з картою Одеси 1910 року, лінія електропоїзда проходила вздовж вулиці Балківської та перетинала Картамишевську.
Шпалерна фабрика знову відкрилася як фабрика Комінтерну в 1923 році. Протягом першого року роботи фабрика випустила 575 000 рулонів шпалер. У 1930 році, після модернізації, вона виробляла 6 000 000 рулонів на рік.
У 1939 році вулицю Картамишевську перейменували на Петровського; на честь Григорія Петровського, який часто бував в Одесі. Середню школу № 60 підірвали радянські війська в жовтні 1941 року, перш ніж вони покинули Одесу морем. Під час оборони міста одеська ратуша розташовувалася на вулиці Картамишевській, 10. Вулиця Петровського повернулася до попередньої назви під час німецько-румунської окупації. Одесу звільнили радянські війська 10 квітня 1944 року; єдиною значною шкодою, завданою будівлям на Картамишевській вулиці, стало руйнування школи. 1945 році вулицю Картамишевську було офіційно перейменовано на вулицю Сухарєва. Протягом четвертої п'ятирічки (1946—1950) між вулицями Комітетською та Косвенною було збудовано завод «Поліграфмаш». Замінивши третю шпалерну фабрику братів Тарнопольських та інші будинки й магазини, він виробляв поліграфічні машини.
Двоповерховий радянський неокласичний будинок з колонами та воротами за адресою Картамишевська, 34 був збудований на місці ковбасної фабрики у 1952 році.
1947 року міська влада передала землю Чорноморському пароплавству для встановлення антени. Велика антена сприяла зв'язку з пароплавами в Середземному та Червоному морях, а також у північно-східній частині Індійського та Атлантичного океанів. 1953 року Картамишевську було перейменовано на вулицю Марини Раскової. З 1970 по 1980-ті роки вулиця була відсутня на туристичних картах; вона втратила свій вихід на вулицю Фрунзе — через будівництво на перетині вулиць Фрунзе та М. Раскової.
Будівництво нової будівлі Першої церкви євангельських християн і баптистів в Одесі розпочалося в 1992 році, дуже близько до колишньої вежі радіозв'язку, і завершено в 1997 році. Вежу радіозв'язку було розібрано гелікоптером 1997 року. Вулиці повернули первісну назву.
Картамишевська вулиця за радянських часів входила до таких районів Одеси:
- Петропавлівський район з 1920 (або раніше) до 1924 року
- Іллічівський район з 1924 по 1977 рік
- Хаджибейський район (Малиновський район) з 1977 року по теперішній час.

Одеські катакомби, розташовані під вулицями Картамишевською та Скісною, а також на Михайлівській площі, датуються XVIII століттям. Хоча більшість входів до катакомб знаходяться на інших локаціях, деякі з них мають вихід на Картамишевській.